# Sorbo San Basile
Sorbo San Basile – miejscowość i gmina we Włoszech, w regionie Kalabria, w prowincji Catanzaro. Według danych z 31 grudnia 2016 gminę zamieszkiwały 802 osoby.